# 欧兹博斯克
欧兹博斯克（法語：Auzebosc，法語發音：[ozbɔsk]）是法国滨海塞纳省的一个市镇，属于鲁昂区。

## 地理
欧兹博斯克（49°35'46"N, 0°43'37"E）面积4.76 平方千米，位于法国诺曼底大区滨海塞纳省，该省份为法国北部沿海省份，其西部及北部濒大西洋英吉利海峡，东起顺时针与索姆省、瓦兹省、厄尔省和卡爾瓦多斯省接壤。
与欧兹博斯克接壤的市镇（或旧市镇、城区）包括：布瓦伊蒙、卢沃托、图夫勒维尔-拉科尔伯利讷、瓦利凯维尔、伊沃托。

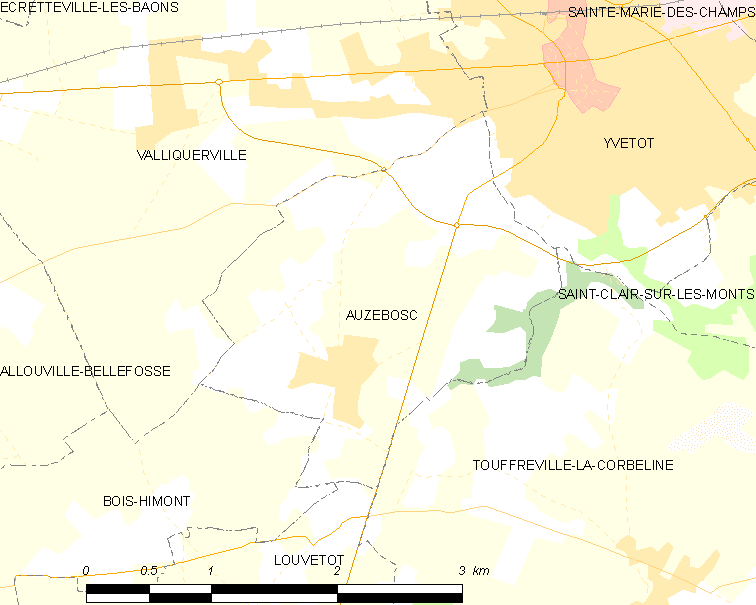
欧兹博斯克的OSM定位图

欧兹博斯克的时区为UTC+01:00、UTC+02:00（夏令时）。

## 行政
欧兹博斯克的邮政编码为76190，INSEE市镇编码为76043。

## 政治
欧兹博斯克所属的省级选区为伊沃托县。

## 人口

1962-2008年间欧兹博斯克人口变化图示

欧兹博斯克于2022年1月1日时的人口数量为1120人。